# Draghi e draghetti
Draghi e draghetti (Dragon Tales) è una serie televisiva a cartoni animati canadese prodotta dalla Nelvana Limited e Seasme Workshop. La serie è suddivisa in 3 stagioni: la prima trasmessa nel 1999-2000 conta 40 puntate, la seconda trasmessa nel 2001-2002 ne conta 24 e la terza trasmessa nel 2005 ne presenta invece 30. Ogni puntata contiene 2 episodi da 10 minuti e in totale l'intera serie è costituita da 155 episodi (che se si considerano anche le puntate scelte da replicare nella 3ª stagione, il totale arriverebbe a 188 episodi). In Italia sono andate in onda la prima e la seconda stagione dal 23 marzo 2003 su Italia 1.

## Episodi

### Stagione 1
1. Volando con i draghi/n.d.
2. La conchiglia dei desideri/Addio piccolo bruco
3. La casa sull'albero/n.d.
4. La giostra magica/Una festa a sorpresa
5. L'importante è partecipare/Il dottore
6. Il colore della tua fantasia/Una dolce melodia
7. I draghi di neve/Mantieni la calma
8. Il concerto/Il pigiama party
9. Alla ricerca dei fiori pagliaccio/Il laghetto dei talenti
10. L'uovo di serpente/Impara a pedalare
11. Caccia al tesoro/Il teatrino dei pupazzi
12. Salviamo gli uccelli do-re-mi/Impara a pattinare
13. Voglio o non voglio?/La giornata dell'aquilone
14. La fiera di Dragolandia/La reginetta della sfilata
15. Una scuola divertente/Un fumetto avventuroso
16. Brutti sogni/Colorando Dragolandia
17. Lo gnomo dei numeri/Chi rompe paga
18. L'insetto giocoliere/Il cucciolo
19. Una questione di altezza/Un temporale inatteso
20. Una lezione originale/Una mossa vincente
21. Chi ascolta vince/Il tesoro di Dragolandia
22. Fagioli in fuga/Viaggio tra le nuvole
23. Avanti o indietro?/Amici senza timori
24. Il più bel parco dei divertimenti/La grotta dei cristalli
25. Versi e risate/Un nuovo amico
26. La staffetta del cielo/Una gara in cucina
27. A spasso nel libro/Il cucciolo di neve
28. Il castello di sabbia/Colori indelebili
29. Lezioni di nuoto/Tempo pazzerello
30. Da solo a Dragolandia/Un drago senza fuoco
31. Segui il capo/Max e il tappeto magico
32. La corda truccata/Baby-sitter per un giorno
33. Corsa contro il tempo/Roller Coaster Dragon[2]
34. Up, Up and Away/Wild Time[2]
35. Bad Share Day/Whole Lotta Maracas Goin' On[2]
36. Ord Sees the Light/The Ugly Dragling[2]
37. Out with the Garbage/Lights, Camera, Dragon[2]
38. Bully for You/The Great White Cloud Whale[2]
39. To Do or Not to Do/Much Ado About Nodlings[2]
40. Don't Bug Me/Over and Over[2]

## Doppiaggio
| Personaggio     | Doppiatore originale | Doppiatore italiano |
| --------------- | -------------------- | ------------------- |
| Emmy            | Andrea Libman        | Emanuela Pacotto    |
| Max             | Danny McKinnon       | Federica Valenti    |
| Orson (blu)     | Ty Olsson            | Gianluca Iacono     |
| Cindy (rosa)    | Chantal Strand       | Tosawi Piovani      |
| Zak (verde)     | Jason Michas         | Pietro Ubaldi       |
| Wheezie (viola) | Kathleen Barr        | Renata Bertolas     |